# Østerby Havn
Østerby Havn (eller Østerby) er en by på den danske ø Læsø i Kattegat. I sammenhæng med byen ligger Østerby Havn, som er både fiskeri- og lystbådehavn. Byen har 272 indbyggere  (2024) og er beliggende i Læsø Kommune, Region Nordjylland.
I Østerby Havn ligger Læsø Kunsthal, som også arrangerer Læsø Litteraturfestival.